# Милнер, Альфред
Альфред Ми́лнер, 1-й виконт Милнер (англ. Alfred Milner; 23 марта 1854 — 13 мая 1925) — британский государственный деятель и колониальный администратор, сыгравший важную роль в формировании британской внешней и внутренней политики в период с середины 1890-х по начало 1920-х годов. С декабря 1916 по ноябрь 1918 года он был одним из самых важных членов военного кабинета премьер-министра Дэвида Ллойд Джорджа.

## Детство и образование
Милнер частично имел немецкое происхождение. Его немецкая бабушка по отцовской линии вышла замуж за англичанина, который поселился в Великом герцогстве Гессен (ныне земля Гессен в центральной Германии). Их сын Чарльз Милнер, получивший образование в Гессене и Англии, зарекомендовал себя как практикующий врач в Лондоне, а позже стал преподавателем английского языка в Тюбингенском университете в Королевстве Вюртемберг (современная земля Баден-Вюртемберг). Его жена была дочерью генерал-майора Джона Реди, бывшего вице-губернатора острова Принца Эдуарда, а затем острова Мэн. Их единственный сын, Альфред Милнер, родился в гессенском городке Гисен и получил образование сначала в Тюбингене, затем в школе Королевского колледжа, а с 1872 по 1876 год был стипендиатом Баллиол-колледжа в Оксфорде, обучаясь у теолога-классициста Бенджамина Джоуитта. Выиграв стипендии Хартфорда, Крейвена, Элдона и Дерби, он окончил университет в 1877 году с первым классом по классике и был избран стипендиатом Нового колледжа, однако в 1879 году уехал в Лондон. В Оксфорде у него завязалась тесная дружба с молодым историком экономики Арнольдом Тойнби. Он написал статью в поддержку своих теорий социальной работы, а в 1895 году, через двенадцать лет после смерти Тойнби в возрасте 30 лет, написал книгу «Арнольд Тойнби: воспоминания».

## Журналистика, политика и служба в Египте
Несмотря на то, что ему в 1881 году присвоили звание барристера с правом заниматься юридической практикой в профессиональной ассоциации адвокатов и судей «Иннер Темпл» (Inner Temple), он стал сотрудником Pall Mall Gazette под руководством Джона Морли на должности и помощника редактора Уильяма Томаса Стеда. В 1885 году он оставил журналистику ради потенциальной политической карьеры в качестве кандидата от либералов в боро Харроу в Мидлсексе, но проиграл на всеобщих выборах. В 1886 году Милнер выступил против ирландского самоуправления и поддержал отколовшуюся либерально-юнионистскую партию. Занимая пост личного секретаря Джорджа Гошена (также либерального юниониста), Милнер поднялся в карьере, когда в 1887 году Гошен стал канцлером казначейства, а два года спустя использовал свое влияние, чтобы назначить Милнера заместителем министра финансов в Египте. Милнер оставался в Египте в течение четырех лет. Период его пребывания на этом посту совпал с первыми великими реформами, после того как опасность банкротства была устранена. Вернувшись в Англию в 1892 году, он опубликовал книгу «Англия и Египет», которая сразу же стала авторитетным отчетом о работе, проделанной со времен британской оккупации. Позже в том же году он получил назначение на пост председателя Совета по внутренним доходам.

## В Южной Африке
Альфред Милнер оставался в Совете по внутренним доходам до 1897 года. Он считался одним из самых трезвомыслящих и рассудительных чиновников на британской службе, а его положение как человека умеренных либеральных юнионистских взглядов, который был так тесно связан с Гошеном из министерства финансов, Кромером в Египте и Хикс-Бич (лорд Сент-Олдвин) и сэром Уильямом Верноном Харкортом находясь в Совете по внутренним доходам, отмечало его как человека, которому все стороны могли бы доверять. Теперь настал момент для проверки его способностей в высшей степени.
В апреле Геркулес Робинсон подал в отставку со своих постов Верховного комиссара по Южной Африке и губернатора Капской колонии. Ситуация, возникшая в результате рейда Джеймсона, была одной из самых деликатных и трудных, и Джозеф Чемберлен — министр по делам колоний — выбрал Милнера преемником Геркулеса Робинсона. Этот выбор был сердечно одобрен лидерами Либеральной партии и тепло отмечен на прощальном обеде 28 марта 1897 года под председательством будущего премьер-министра Г.Г. Асквита. Назначение было открыто сделано для того, чтобы приемлемый британский государственный деятель, пользующийся доверием общественности, мог отправиться в Южную Африку, чтобы рассмотреть все обстоятельства и сформулировать политику, которая должна сочетать отстаивание британских интересов с попыткой справедливо поступить с правительствами Трансвааля и Оранжевого Свободного Государства.
Милнер добрался до Кейптауна в мае 1897 года, и к августу, после того как были улажены разногласия с президентом Крюгером по поводу закона об иностранцах, у него появилась возможность лично познакомиться со страной и народами, прежде чем принять решение о линии политики. С августа 1897 по май 1898 года он путешествовал по Капской колонии, протекторатам Бечуаналенд, Родезии и Басутоленду. Чтобы лучше понять точку зрения капских голландцев и бюргеров Трансвааля и Оранжевого Свободного Государства, Милнер также в этот период выучил как голландский, так и южноафриканский африкаанс «таал». Он пришел к выводу, что не может быть никакой надежды на мир и прогресс в Южной Африке, пока сохраняется «постоянное подчинение британцев голландцам в одной из республик».
Милнер имел в виду ситуацию в Трансваале, куда после открытия месторождений золота стеклись тысячи искателей удачи со всей Европы, но в основном из Великобритании. Этот приток иностранцев, называемых «уитлендерами», был негативно воспринят в республике, и президент Трансвааля Крюгер отказался предоставить «уитлендерам» право голоса. Африканеры-фермеры, известные как буры, основали Республику Трансвааль после своего Великого трека из Капской колонии, который был предпринят для того, чтобы жить вне досягаемости британской колониальной администрации в Южной Африке. Они уже успешно защищали аннексию Трансвааля Британской империей во время Первой англо-бурской войны, конфликта, который придал им смелости и привел к заключению мирного договора, который из-за отсутствия весьма убедительного предлога очень затруднил Британии дипломатическое оправдание еще одной аннексии Трансвааля.
Республика Трансвааль стояла на пути британских амбиций «от Кейптауна до Каира», и Милнер понял, что с открытием золотых месторождений в Трансваале баланс сил в Южной Африке сместился из Кейптауна в Йоханнесбург. Он опасался, что если вся Южная Африка не будет быстро передана под британский контроль, то недавно разбогатевший Трансвааль, контролируемый африканерами, может объединиться с африканерами Кейптауна и поставить под угрозу все британские позиции в Южной Африке. Милнер также осознал — как показало триумфальное переизбрание Пола Крюгера на пост президента Трансвааля в феврале 1898 года — что правительство Претории никогда по собственной инициативе не удовлетворит претензии уитлендеров. Это дало Милнеру предлог использовать «вопрос уитлендеров» в своих интересах.
В речи, произнесенной 3 марта 1898 года в Храафф-Рейнете — оплоте африканеров в британской Капской колонии — Милнер изложил свою решимость обеспечить свободу и равенство для британских подданных в Трансваале, и призвал буров побудить правительство Претории ассимилировать свои институты, найти компромисс и общее направление со свободными общинами Южной Африки. Эффект этого заявления был велик, и оно встревожило африканеров, которые в то время с опаской смотрели на фактическое возобновление Сесилом Родсом руководства Прогрессивной (британской) партией Капской колонии.
Позже, в 1899 году, Милнер познакомился с Вайолет Сесил, женой майора лорда Эдварда Сесила. Эдвард Сесил был направлен в Южную Африку после службы в гренадерской гвардии. У Милнера и Вайолет завязался тайный роман, который продолжался до ее отъезда в Англию в конце 1900 года. Она оказала заметное влияние на его настроение, сам Милнер записал в своем дневнике, что он чувствовал себя «действительно очень подавленным». Эдвард Сесил узнал об этом деле и настаивал на назначении в Египет после того, как Вайолет настаивала на возвращении в Южную Африку. Позже Милнер женился на Вайолет Сесил.
Милнер придерживался враждебных взглядов по отношению к африканерам и стал самым заметным голосом в британском правительстве, выступавшим за войну с бурскими республиками, чтобы обеспечить британский контроль над регионом. После первой встречи с Милнером бурский солдат (и будущий политик) Ян Смэтс предсказал, что он будет «опаснее Родса» и станет «вторым Бартлом Фриром».

## Школы Милнера
Чтобы англизировать территорию Трансвааля во время англо-бурской войны, Милнер намеревался повлиять на британское образование в этом районе для англоговорящего населения. Он основал серию школ, известных как «Школы Милнера» в Южной Африке. Эти школы включают современную среднюю школу Претории для девочек, среднюю школу Претории для мальчиков, среднюю школу в Йеппестауне для мальчиков, школу короля Эдуарда VII (Йоханнесбург), среднюю школу в Потчефструме для мальчиков и начальную школу в Гамильтоне.
Хотя Крюгер нравился не всем лидерам антиимпериалистической политической партии «Африканер Бонд», они были готовы поддержать его независимо от того, проводил он реформы или нет, и с тем же результатом сумели сделать положение Милнера несостоятельным. Его трудности усилились, когда на всеобщих выборах в Капской колонии «Африканер Бонд» получил большинство голосов. В октябре 1898 года, действуя строго в соответствии с конституцией, Милнер призвал Вильяма Филипа Схрейнера сформировать министерство, хотя и понимал, что такое министерство будет выступать против любого прямого вмешательства Великобритании в Трансвааль. Убежденный в том, что существующее положение дел, если оно сохранится, закончится потерей Южной Африки Британией, Милнер посетил Англию в ноябре 1898 года. Он вернулся в Капскую колонию в феврале 1899 года, полностью уверенный в поддержке Джозефа Чемберлена, хотя правительство все еще цеплялось за надежду, что умеренная часть голландцев из Капской и Оранжевом Свободном Государстве побудит Крюгера отдать голос уитлендерам. Он счел ситуацию более критической, чем когда он уезжал десять недель назад. В Йоханнесбурге царило брожение, в то время как Уильям Фрэнсис Батлер, исполнявший обязанности верховного комиссара в отсутствие Милнера, допустил вывод, что он не поддерживает претензии уитлендеров.

## Защита уитлендеров в Трансваале
4 мая Милнер написал памятную депешу в министерство по делам колоний, в которой настаивал на том, что средством борьбы с беспорядками в Трансваале является нанесение удара по корню зла — политическому бессилию ущемленных в политических правах уитлендеров. «Это может показаться парадоксом, — писал он, — но это правда, что единственный способ защитить наших подданных — помочь им перестать быть нашими подданными». Политика оставления вещей в покое привела только к ухудшению ситуации, и «аргументы в пользу вмешательства являются непреодолимыми». Милнер считал, что только расширение избирательных прав уитлендеров в Трансваале придаст стабильность ситуации в Южной Африке. Он не основывал свое дело против Трансвааля на букве Конвенций и рассматривал использование слова «сюзеренитет» просто как «этимологический вопрос», но он остро осознавал, что зрелище тысяч британских подданных в Трансваале в состоянии «илотов», как он выразился, подрывал престиж Британии во всей Южной Африке, и он призвал к «какому-нибудь поразительному доказательству» намерения британского правительства не быть свергнутым с его доминирующего положения. Это сообщение было отправлено по телеграфу в Лондон и предназначалось для немедленной публикации; но какое-то время правительство страны держало это в секрете.
Однако его содержание было известно ведущим капским политикам, и по настоянию Яна Хендрика Хофмейра в Блумфонтейне была проведена мирная конференция (31 мая – 5 июня) между верховным комиссаром и президентом Трансвааля Крюгером. Милнер выдвинул три требования, которые, как он знал, не могли быть приняты Крюгером: принятие Трансваалем закона о привилегиях, который сразу же дал бы уитлендерам право голоса, использование английского языка в парламенте Трансвааля и чтобы все законы парламента были проверены и одобрены британским парламентом. Осознав несостоятельность своего положения, Крюгер покинул собрание в слезах.

## Вторая англо-бурская война
Когда в октябре 1899 года разразилась Вторая англо-бурская война, Милнер оказал военным властям «неизменную поддержку и мудрые советы», будучи, по выражению лорда Робертса, «тем, чье мужество никогда не ослабевало». В феврале 1901 года его призвали взять на себя управление двумя бурскими государствами, которые теперь были присоединены к Британской империи, хотя война все еще продолжалась. После этого он подал в отставку с поста губернатора Капской колонии, но сохранил пост верховного комиссара. В этот период были созданы многочисленные концентрационные лагеря для интернирования бурского гражданского населения, и поэтому работа по восстановлению гражданской администрации в Трансваале и Колонии Оранжевой реки могла вестись лишь в ограниченной степени, пока продолжались операции на местах. Поэтому Милнер вернулся в Англию, чтобы провести «выпрошенный с трудом отпуск», который, однако, был в основном занят работой в Министерстве по делам колоний. Он прибыл в Лондон 24 мая 1901 года, в тот же день имел аудиенцию у Эдуарда VII и стал Рыцарем Большого креста ордена Бани, стал членом Тайного совета  и было пожаловано пэрство в ранге барона Милнера Сент-Джеймского в Лондонском графстве и Кейптаунского в Капской колонии. Выступая на следующий день на обеде, данном в его честь, он ответил критикам, которые утверждали, что при большем количестве времени и терпения со стороны Британии войны можно было бы избежать, утверждая то, что их просили «примирить» было «вооруженной ненавистью, безумными амбициями, непобедимым невежеством». В конце июля Милнер был внесен в список Почетных граждан Лондонского Сити и произнес еще одну речь, в которой защищал политику правительства.

## Мир
Между тем дипломатия 1899 года и ведение войны привели к серьезным изменениям в отношении Либеральной партии Англии к лорду Милнеру, которого видный член парламента Леонард Генри Кортни даже охарактеризовал как «потерявшего рассудок». Была организована бурная агитация за его отзыв, к которой присоединился лидер Либеральной партии Генри Кэмпбелл-Баннерман. Однако это не увенчалось успехом и в августе Милнер вернулся в Южную Африку, погрузившись в титаническую работу по перестройке администрации. Он ожесточенно сражался с лордом Китченером, главнокомандующим в Южной Африке, который в конечном счете одержал победу. Однако Милнер составил проект условий капитуляции, подписанный в Претории 31 мая 1902 года. В знак признания его заслуг 15 июля 1902 года он получил титул виконта Милнера Сент-Джеймского в Лондонском графстве и Кейптаунского в Капской колонии. Примерно в это же время он стал членом лондонского обеденного клуба социальных реформаторов «Коэффициенты», созданного в 1902 году активистами Фабианского общества Сидней Вебб и Беатриса Вебб.
21 июня, сразу после подписания соглашения и церемониальных событий, связанных с окончанием военных действий, Милнер опубликовал патентную грамоту, устанавливающую систему управления Британии в колониях Трансвааль и Оранжевая река и меняющий свой титул администратора на титул губернатора. Восстановительные работы, необходимые после разрушительных последствий войны, были огромными. Он обеспечивал стабильный доход за счет взимания 10% налога с годовой чистой прибыли золотых приисков и уделял особое внимание репатриации буров, заселению земель британскими колонистами, образованию, правосудию, полиции и развитию железных дорог. По предложению Милнера британское правительство направило Генри Бирчено, бизнесмена и старого друга Милнера, в качестве специального торгового комиссара в Южную Африку с задачей подготовки «Синей книги» о перспективах торговли после войны. Для выполнения этой задачи Милнер набрал команду одаренных молодых юристов и администраторов, большинство из которых были выпускниками Оксфорда, которые стали известны как «Детский сад Милнера».
Пока шла эта работа по восстановлению, внутренняя политика в Англии была потрясена движением за реформу тарифов и неожиданной отставкой Джозефа Чемберлена 18 сентября 1903 года по состоянию здоровья. Артур Бальфур убедил Милнера, который в то время проводил краткий отпуск в Европе, занять вакантный пост министра по делам колоний. Он отклонил предложение 30 сентября 1903 года, считая более важным завершить свою работу в Южной Африке, где экономическая депрессия становилась все более заметной. Поскольку Милнер пообещал остаться в Южной Африке на последний год, Альфред Литтелтон был избран в Министерство по делам колоний. В декабре 1903 года Милнер вернулся в Йоханнесбург, размышляя о кризисе в золотодобывающей промышленности, вызванном нехваткой местной рабочей силы. Неохотно он согласился, с согласия местного правительства, на предложение владельцев шахт импортировать китайских рабочих-кули по трехлетнему контракту. Первая партия рабочих достигла Витватерсранда в июне 1904 года.
Во второй половине 1904 года и в первые месяцы 1905 года Милнер был занят разработкой плана по созданию в Трансваале системы представительного правления, промежуточного звена между администрацией королевской колонии и самоуправлением. Патентная грамота, предусматривающая представительное правительство, была выдана 31 марта 1905 года.
В течение некоторого времени он страдал от проблем со здоровьем из-за постоянного напряжения на работе и решил уйти на пенсию, покинув Преторию 2 апреля и отплыв в Европу на следующий день. Выступая в Йоханнесбурге накануне своего отъезда, он рекомендовал всем заинтересованным сторонам содействовать материальному процветанию страны и относиться к африканерам и британцам на основе абсолютного равенства. Упомянув о своем участии в войне, он добавил: «Что я предпочел бы, чтобы меня запомнили за огромные усилия, предпринятые после войны не только для устранения разрушительных последствий этого бедствия, но и для возрождения колоний на более высоком уровне цивилизации, чем они когда-либо ранее достигали». Всего лорд Милнер произнес три прощальные речи: в Трансваале 15 марта 1905 года, в Претории 22 марта 1905 года и в Йоханнесбурге 31 марта 1905 года. 4 апреля 1905 года «Таймс» также воздала должное достижениям лорда Милнера.
Он покинул Южную Африку, когда экономический кризис все еще был острым, и в то время, когда голос критика был слышен повсюду, но, по словам министра по делам колоний Альфреда Литтелтона, за восемь насыщенных событиями лет своей администрации он заложил глубокий и прочный фундамент, на котором возникнет объединенная Южная Африка, которая станет одним из великих государств империи. По возвращении домой Тюбингенский университет присвоил ему почетную степень доктора гражданского права.
Опыт Южной Африки показал ему, что в основе трудностей ситуации лежит более широкая проблема имперского единства. В своей прощальной речи в Йоханнесбурге он закончил ссылкой на эту тему: «Когда мы, называющие себя империалистами, говорим о Британской империи, мы думаем о группе государств, связанных не альянсом или союзами, которые можно создавать и разрушать, а постоянным органическим союзом. Для такого союза владения суверена в том виде, в каком они существуют сегодня, являются лишь сырьем». Этот тезис он развил в журнальной статье, написанной в связи с колониальной конференцией, состоявшейся в Лондоне в 1907 году. Он выступал за создание постоянного совещательного имперского совета, выступал за преференциальные торговые отношения между Соединенным Королевством и другими членами империи, а в последующие годы принимал активное участие в отстаивании причин тарифной реформы и имперских преференций.
4-6 сентября 1909 года на конференции в Плас-Ньюидде — уэльском поместье Чарльза Генри Александра Пэджета, 6-го маркиза Англси — Движение «Круглый стол» начало свою деятельность. Движение «Круглый стол» развилось из группы «Детского сада Милнера».
Милнер был основателем издания «Круглый стол: ежеквартальный обзор политики Британской империи» (The Round Table: A Quarterly Review of the Politics of the British Empire), который помог продвигать идею имперской федерации в Британии. Журнал был основан отчасти из-за опасений по поводу отсутствия поддержки расширения Британской империи в Британии, и «Круглый стол» стремился повысить осведомленность британской общественности об имперских проблемах. Во введении к журналу, впервые опубликованном в ноябре 1910 года, говорится:
«Распространенная жалоба, как в Великобритании, так и в доминионах, заключается в том, что практически невозможно понять, как обстоят дела с Британской империей. Люди чувствуют, что они принадлежат к организму, который больше, чем определенная часть королевского доминиона, где они случайно проживают, но у которого нет ни правительства, ни парламента, ни даже прессы, чтобы объяснить им, в чем заключаются его интересы или какой должна быть его политика. Речам и писаниям об Империи нет конца. Но у кого есть время выбирать то, что стоит прочитать, из множества газет и обзоров? Большинство людей не имеют доступа к лучшим из них, а тех, кто имеет, преследует страх, что то, что они читают, окрашено какой-то местной партийной проблемой, к которой они не имеют никакого отношения. Никто не может путешествовать по Империи, не будучи глубоко впечатленным невежеством, которое царит в каждой части, не только о делах других частей, но и о судьбах целого».
Журнал, который все еще издается, был переименован в 1966 году в «Круглый стол: Журнал международных отношений Содружества».

## Предложение о вотуме недоверия
20 марта 1906 года радикальный член Палаты общин внес предложение, осуждающее лорда Милнера за нарушение китайского закона о труде, не запрещающего легкие телесные наказания кули за мелкие правонарушения вместо тюремного заключения. От имени либерального правительства была внесена поправка, в которой говорилось, что «Эта палата, заявляя о своем осуждении порки китайских кули в нарушение закона, желает, в интересах мира и примирения в Южной Африке, воздержаться от вынесения порицания отдельным лицам». Поправка была принята 355 голосами против 135. В результате этого левого осуждения была организована контрдемонстрация во главе с сэром Бартлом Фриром, и лорду Милнеру было представлено публичное обращение, подписанное более чем 370 000 человек, в котором выражалась высокая оценка услуг, оказанных им в Африке Короне и Империи. Порицание было сделано Уильямом Байлзом и исправлено молодым парламентарием по имени Уинстон Черчилль, который добавил:
«Лорд Милнер уехал из Южной Африки, возможно, навсегда. Государственная служба его больше не знает. Обладая большой властью, он теперь не пользуется никакой властью. Занимая высокую должность, он теперь не имеет работы. Избавившись от событий, которые определили ход истории, он теперь не в состоянии ни в малейшей степени изменить политику дня. Будучи в течение многих лет или, по крайней мере, в течение многих месяцев вершителем судеб людей, которые "богаты сверх мечтаний алчности", сегодня он беден, и достойно беден. После двадцати лет изнурительной службы Короне он сегодня является государственным служащим в отставке, без какой-либо пенсии или денежного пособия... Лорд Милнер перестал быть фактором общественной жизни».
Проблема, с которой столкнулась Южная Африка после англо-бурской войны, заключалась в том, что она нуждалась в восстановлении. Страна была опустошена войной, ее самым большим природным ресурсом были золотые прииски, и восстановление должно было происходить изнутри. Самым быстрым и простым способом восстановления были бы доходы от его золотых приисков, а рабочей силы не хватало. План, введенный в действие лордом Милнером, назвался «Экономический подъем за счёт эмигрирующего избытка населения» (Lift and Overspill). Этот двухэтапный процесс требовал использования экономических ресурсов для наполнения государственной казны, а затем государственных расходов и экономического роста для распространения процветания. Потребность в рабочей силе была необходима для того, чтобы этот план сработал, и с помощью парламента было принято Постановление о труде, разрешающее рекламу и импорт китайских рабочих для выполнения этой задачи. Рабочие были наняты, их отправили в Южную Африку, они жили в рабочих лагерях рядом с шахтами, а после истечения трехлетних контрактов их отправили домой. Это было общепринятой практикой в Британской империи, а также в Соединенных Штатах, куда для строительства Трансконтинентальной железной дороги были импортированы китайские кули. Возникшие проблемы были связаны с отсутствием удобств, стеснением в рабочей зоне и неподчинением. Китайские рабочие в Южной Африке не были исключением. Было известно, что они убегали и устраивали забастовки, требуя повышения заработной платы. Порка использовалась для борьбы с неподчинением, и независимо от того, знал он об этом в то время или нет, лорд Милнер взял на себя полную ответственность за случившееся, и он сказал, что это была плохая практика.
Черчилль, выступая в Палате общин 22 февраля 1906 года, сказал о китайском постановлении о труде:
«....по мнению правительства Его Величества, это не может быть классифицировано как рабство в самом широком смысле этого слова без некоторого риска терминологической неточности».

## Бизнесмен
Тесно сотрудничая с Сесилом Родсом в Южной Африке, он был назначен доверенным лицом по завещанию Родса после смерти Родса в марте 1902 года.
По возвращении из Южной Африки Милнер занимался в основном деловыми интересами в Лондоне, став председателем цинкодобывающей компании Rio Tinto, хотя и продолжал активно участвовать в кампании за имперскую свободную торговлю. В 1906 году он стал директором Акционерного банка, предшественника Мидлендского банка. В период с 1909 по 1911 год он был решительным противником бюджета Дэвида Ллойд Джорджа и последующей попытки либерального правительства ограничить полномочия Палаты лордов.

## Первая мировая война

### Политика
Из письма, опубликованного в «Таймс» 27 мая 1915 года, следует, что лорду Милнеру было предложено возглавить Лигу национальной службы (1902-1921) во время Первой мировой войны. Как группа защиты призыва в армию в то время, когда его еще не существовало (он вступил в силу только 1 января 1916 года), Милнер настаивал на всеобщей воинской повинности. Его сильная позиция вынудила встретиться с королем в Виндзорском замке 28 августа 1915 года.
Лорд Милнер в составе парламентской группы (далее — группа Милнера), настаивающей на более решительных действиях со стороны своей партии, проводил небольшие собрания на Грейт-Колледж-стрит, 17 (здание принадлежало Лиге национальной службы), чтобы обсудить войну. 30 сентября 1915 года Ллойд Джордж, министр вооружения и сторонник призыва на военную службу, присутствовал на одном из таких собраний. Между ними установились тесные отношения. Лорд Милнер также был откровенным критиком кампании в Дарданеллах, выступал в Палате лордов 14 октября 1915 года и 8 ноября 1915 года и предлагал вывод войск. Начиная с 17 января 1916 года участники парламентской группы (Генри Уилсон, Ллойд Джордж, Эдвард Карсон, Уолдорф Астор, Филип Керр и др.) обсуждали создание нового небольшого военного кабинета. Лорд Милнер, полагая, что возглавляемая либералами коалиция Асквита может потерпеть поражение, также представил новую политическую партию, состоящую из работников торговли — Национально-демократическая лейбористская партия. Несмотря на слабость социальной платформы, национальная партия делала упор на имперское единство и служение гражданам. Поддержанная парламентской группой, партия в 1916 году стартовала медленно, выдвинув всего одного кандидата, но в итоге на выборах 1918 года она выдвинула 23 кандидата.
Необходимость перемен в управлении войной была подытожена Лео Эмери, который описал старый кабинет как «собрание двадцати трех джентльменов, не имеющих ни малейшего представления о том, о чем они собирались говорить, в конце концов расходящихся на обед, не имея ни малейшего представления о том, что они на самом деле обсуждали или решили, и конечно, без каких-либо воспоминаний ни по одному из пунктов три месяца спустя».
Речь лорда Милнера в Палате лордов 19 апреля 1916 года укрепила новый закон о призыве женатых мужчин, «согласно которому все мужчины призывного возраста подлежат призыву на службу до окончания войны». С потоплением броненосца «Хэмпшир» 5 июня 1916 года обе газеты «Таймс» (8 июнь 1916) и «Морнинг пост» поддержали замену лорда Китченера лордом Милнером в военном министерстве, хотя должность военного министра досталась Ллойд Джорджу. Затем Бонар Лоу попросил лорда Милнера возглавить Комитет по расследованию итогов Дарданелльской операции. Однако Милнер ранее взял на себя руководство тремя правительственными комитетами по углю по просьбе лорда Роберта Сесила. Его доклад, в котором рассматривались проблемы добычи угля, был представлен 6 ноября.
Поскольку главный внутренний критик правительства, Ллойд Джордж, теперь исполнял обязанности военного министра, лорд Милнер теперь был самым решительным критиком правительства за пределами правительства и за кулисами. Группа Милнера пыталась убедить членов коалиционного правительства Асквита уйти в отставку. С этим им не повезло. Затем они попытались свергнуть коалицию Асквита с помощью двойного подхода: лорд Милнер выступал с речами в Палате лордов, а сэр Эдвард Карсон, который был лидером оппозиции, выступал с речами в Палате общин. Группа ничего не знала о лидере консерваторов Бонаре Лоу, но и Милнер, и Карсон имели контакты с Ллойдом Джорджем, ведущим членом кабинета, поэтому они сосредоточились на нем. 2 декабря 1916 года лорд Милнер обедал с Артуром Стил-Мейтлендом, председателем Консервативной партии, где его попросили составить письмо с описанием военного комитета, который он представлял. Затем это письмо было отправлено Бонару Лоу.
На следующий день Ллойд Джордж встретился с премьер-министром Асквитом, и считалось, что было достигнуто соглашение о примирении, которое предусматривало создание небольшого военного комитета во главе с Ллойд Джорджем, но по-прежнему подчиняющегося премьер-министру Асквиту. Однако 4 декабря 1916 года «Таймс» опубликовала редакционную статью «Реконструкция», критикующую Асквита и объявляющую о реформировании коалиционного правительства и усилении позиций Ллойд Джорджа. Асквит обвинил в этой новости лорда Нортклиффа (из «Таймс») и Ллойд Джорджа. Он настоял на том, что сам должен возглавить военный комитет, в результате чего Ллойд Джордж подал в отставку из правительства. Асквит потребовал отставки своих министров с целью перестройки своего правительства. После того, как ведущие консерваторы лорд Керзон, лорд Роберт Сесил и Остин Чемберлен отказались снова служить под его началом, он подал королю прошение об отставке с поста премьер-министра 6 декабря 1916 года. Король немедленно попросил Бонара Лоу сформировать правительство, но тот отказался, поскольку Асквит отказался служить под его началом. Затем король обратился к Дэвиду Ллойд Джорджу, который справился с этой задачей и вступил в должность в тот же день.
8 декабря 1916 года лорд Милнер получил письмо от премьер-министра Ллойд Джорджа с просьбой встретиться с ним и войти в состав нового военного кабинета, который должен был собраться на следующий день в Военном министерстве. Милнер с радостью согласился. Несмотря на то, что лорд Милнер не возглавлял ни одного правительственного ведомства (как и все члены военного кабинета, за исключением Бонара Лоу), ему выплачивали зарплату в размере 5000 фунтов стерлингов (350 000 фунтов стерлингов по состоянию на 2020 год).

### Военный министр
Поскольку Милнер был британцем, имевшим наибольший опыт гражданского руководства войной, Ллойд Джордж обратился к нему 9 декабря 1916 года, когда формировал свое национальное правительство. Он был назначен членом военного кабинета из пяти человек. Как министр без портфеля, обязанности Милнера менялись в соответствии с пожеланиями премьер-министра. Секретарь военного кабинета Морис Хэнки:
«За исключением Бонара Лоу, все члены Военного кабинета были министрами без портфеля. Теория заключалась в том, что они должны были посвятить все свое время и энергию центральному направлению британских военных усилий, на котором должна была быть сосредоточена вся энергия нации. Чтобы дать им возможность сосредоточиться на этой центральной проблеме, они были полностью освобождены от ведомственных и административных обязанностей».

— Хэнки, 1961, стр. 579
В дополнение к этому, все внутренние вопросы, связанные с войной, легли на его плечи, такие как переговоры о контрактах с шахтерами, сельское хозяйство и нормирование продовольствия. Учитывая его прошлое, как бывшего Верховного комиссара в Южной Африке и интеллектуального лидера тори, эти другие вопросы не идеально подходили для него. Однако он оставался одним из ближайших советников премьер-министра Ллойд Джорджа на протяжении всей войны, уступая только Бонару Лоу.
По завершении первого заседания военного кабинета 9 декабря 1916 года, которое длилось семь часов, Ллойд Джордж очень хорошо поладил с лордом Милнером. Он сказал своему контакту с прессой Джорджу Ридделлу: «Он сразу выделил самые важные моменты», и «мы с Милнером выступаем за одно и то же. Он бедный человек, и я тоже. Он представляет земельные или капиталистические классы не больше, чем я. Он увлечен социальными реформами, как и я». Чтобы занять место в Garden Suburb (младшие должности на Даунинг-стрит, 11, которые помогали военному кабинету), Ллойд Джордж обратился к лорду Милнеру, который заполнил вакансии способными людьми из своего прошлого: Лео Эмери, Уолдорф Астор, Лайонел Кертис и Филип Керр. Именно эта связь породила слухи в кругах либеральной прессы о зловещей стороне лорда Милнера, с давними слухами о закулисном «распространении милнерита (Milnerite penetration)», влияющем на принятие важнейших правительственных решений.
После смерти лорда Китченера 5 июня 1916 года на борту броненосца «Хэмпшир» (HMS Hampshire), 20 января 1917 года Милнер возглавил британскую делегацию (с Генри Уилсоном в качестве главного военного представителя и включающую банкира и двух экспертов по боеприпасам) с миссией в Россию на борту Королевского почтового судна «Замок Килдонан» (RMS Kildonan Castle). Всего присутствовал 51 делегат, включая французов (во главе с генералом Ноэлем де Кастельно) и итальянцев. Цель миссии, определенная на второй конференции в Шантийи в декабре 1916 года, состояла в удержании русских, по крайней мере, против тех сил, которые сейчас противостоят им, поднять боевой дух русских и посмотреть, какое оборудование им нужно для координации атак. Однако чувство обреченности воцарилось на встречах, как только выяснилось, что у России были огромные проблемы с оборудованием, и что союзник Великобритании действовал намного хуже, чем Запад, что сводило на нет его преимущество в живой силе. Вместо того чтобы помочь своему союзнику, британская помощь свелась к вмешательству оперативной группы, чтобы предотвратить попадание запасов союзников в руки революционеров в порту Архангельск. В официальном отчете за март говорилось, что даже если царь будет свергнут — что на самом деле произошло всего через 13 дней после возвращения Мильнера — Россия останется в войне и что они разрешат свой «административный хаос». Гражданская война продолжалась до 1922 года, когда антикоммунистические силы Белого движения были окончательно разгромлены.
Это была идея Милнера создать Имперский военный кабинет, подобный Военному кабинету в Лондоне, в который входили главы правительств британских доминионов. Имперский военный кабинет был продолжением имперского видения Британии лордом Милнером, согласно которому Доминионы (ее основные колонии) имели равное право голоса в ведении войны. Здесь были сформулированы проблемы имперской федерации, в соответствии с которыми, если бы все британские колонии были возведены в тот же статус, что и метрополия, ее мнение было бы разбавлено иностранцами с разными точками зрения. В последние дни конференции 1917 года имперский военный кабинет решил отложить написание имперской конституции до окончания войны. Это была задача, за которую он никогда не брался.
Из-за блокады подводных лодок и попытки кайзера уморить Британию голодом в начале 1917 года лорд Милнер помог Королевскому сельскохозяйственному обществу закупить 5000 тракторов «Фордзон» для вспашки и посадки лугов и напрямую связался с Генри Фордом по телеграфу. Говорят, что без этой помощи Британия, возможно, не справилась бы со своим продовольственным кризисом.
Милнер стал пожарным Ллойд Джорджа во многих кризисах и одним из самых влиятельных голосов в ведении войны. Он также постепенно разочаровался в военных лидерах, чьи наступательные операции привели к большим жертвам при незначительном видимом результате, но которые все еще пользовались поддержкой многих политиков. Он поддержал Ллойд Джорджа, который был еще больше разочарован военными, в успешных действиях по смещению гражданских и военных руководителей армии и флота. Первый морской лорд адмирал Джон Рашуорт Джеллико потерял доверие правительства из-за своего нежелания организовывать корабли в конвои, чтобы уменьшить угрозу со стороны подводных лодок. В июле 1917 года сэра Эдварда Карсона сменил на посту первого лорда Адмиралтейства Эрик Геддес (Карсон был назначен в военный кабинет, но в начале 1918 года подал в отставку из-за призыва в армию ирландцев). Печально известный адмирал Джеллико был окончательно отправлен в отставку в канун Рождества 1917 года. Генерал Уильям Робертсон был смещен с поста начальника имперского генерального штаба в начале 1918 года из-за его неспособности согласиться на командную структуру союзников, созданную в Версале. Сам Милнер сменил Эдуарда Джорджа Вильерса Стэнли на посту военного министра в апреле 1918 года.
По крайней мере, в одном случае консерватор Милнер пришел на помощь людям с другого конца политического спектра. Он был старым другом семьи Маргарет Хобхаус, матери заключенного в тюрьму борца за мир Стивена Генри Хобхауса, и был крестным отцом Стивена по доверенности (proxy godfather). В 1917 году, когда Маргарет работала над освобождением из тюрьмы своего сына и других британских отказников по соображениям совести, Милнер незаметно помог, вмешавшись в дела высокопоставленных правительственных чиновников. В результате в декабре 1917 года более 300 заключенных были освобождены из тюрьмы по медицинским показаниям.
Милнер принимал участие во всех важных политических решениях, принятых правительством премьер-министра Джорджа во время войны, включая наступление во Фландрии в 1917 году, против которого он первоначально выступал вместе с Бонаром Лоу и Ллойд Джорджем. Ллойд Джордж провел большую часть 1917 года, предлагая планы отправки британских войск и орудий в Италию для оказания помощи в итальянском наступлении (в итоге этого не произошло, пока не пришлось отправлять подкрепления после итальянской катастрофы при Капоретто в ноябре). Военный кабинет не настаивал на прекращении третьего наступления в битве при Пашендейле в 1917 году, когда первоначальные цели не были достигнуты, и действительно потратил мало времени на обсуждение этого вопроса — примерно в это же время генерал Уильям Робертсон послал Дугласу Хейгу (главнокомандующий Британскими экспедиционными силами во Франции) язвительное описание членов Военного кабинета министров, которые, по его словам, боялись Ллойд Джорджа — он описал Милнера как «усталого и скептичного старика». К концу года Милнер убедился, что решительная победа на Западном фронте маловероятна, писал лорду Керзону (17 октября), выступая против политики «Молота, молота, молота на Западном фронте», и стал убежденным «восточником», желая бо́льших усилий на других фронтах. Будучи опытным членом военного кабинета, Милнер был ведущим делегатом на конференции в Рапалло в ноябре 1917 года в Италии, на которой был создан Высший военный совет союзников. Он также присутствовал на всех последующих встречах в Версале для координации войны.
Милнер также был главным автором Декларации Бальфура, хотя она была издана от имени Артура Бальфура. Он был весьма откровенным критиком австро-венгерской войны в Сербии, утверждая, что «там происходит более масштабное опустошение (чем), с которым мы были знакомы в случае Бельгии».

### Совещание в Дуллене
21 марта 1918 года немцы начали наступление. В течение первых трех дней наступления Военный кабинет не был уверен в серьезности угрозы. Генерал Филипп Петен ожидал и предполагал, что основное наступление произойдет в его секторе Компьень, примерно в 75 милях к югу от того места, где оно фактически произошло. Одержав победу на Восточном фронте в 1917 году, немцы обратили свое внимание на Западный фронт зимой 1917-18 годов, перебросив свои боевые дивизии на восток, по железной дороге, во Францию. К весне 1918 года Германия располагала более чем 200 дивизиями на Западном фронте (по сравнению со 100 дивизиями Франции и 57 дивизиями Англии). Во время наступления 21 марта немцы сконцентрировали свою живую силу и ударили по союзникам в их самом слабом месте, на стыке английской и французской линий. Им помог ряд факторов: 1) недавняя передислокация Британских экспедиционных сил для прикрытия линии фронта протяженностью 28 миль; 2) отсутствие центрального резерва солдат, которое было предписано Военным кабинетом, но которое проигнорировали военные; 3) предварительное развертывание дивизионных резервов в местах, где они не требовались; 4) отсутствие общего лидера союзников, что во время кризиса заставило военных лидеров заботиться о своих собственных национальных интересах, а не об интересах общей цели; 5) интенсивная переподготовка немецких пехотных дивизий в штурмтруперы — войска специального назначения; 6) засушливая погода, сделавшая болотистую местность твердой; 7) сильный туман утром первых двух дней штурма и 8) полная неожиданность.
Артиллерийский обстрел начался в 4:45 утра и продолжался четыре часа. После его окончания немецкая пехота незаметно продвинулась по ничейной земле прямо к окопам. Они легко разгромили британскую 5-ю армию и часть 3-й армии слева от нее. В течение дня они открыли брешь шириной 50 миль и проникли на семь миль в глубину. Через неделю они были почти на полпути к Парижу. Генералы союзников были парализованы. 25 марта фельдмаршал Хейг передал французам приказ о том, что он медленно отступает к портам Ла-Манша, и попросил 20 французских дивизий прикрыть его правый фланг, чтобы предотвратить окружение немцами. Генерал Петен днем ранее приказал своей армии отступить и прикрыть Париж. Отсутствие лидера союзников и нехватка резервов, чтобы заполнить брешь, заставили генералов заботиться о своих интересах. В результате дыра во фронте расширилась, и немцы вот-вот должны были ворваться внутрь.
В Лондоне Военный кабинет не подозревал о серьезности проблемы. На третий день сражения для инструктажа к ним прилетел офицер с фронта — полковник Вальтер Кирке. Присутствовавший генерал-майор Морис сказал, что «Военный кабинет <был> в панике и говорил о мерах по отступлению к портам Ла-Манша и эвакуации наших войск в Англию». Тем временем были предприняты все усилия, чтобы как можно быстрее доставить на фронт как можно больше живой силы. насколько это возможно. Лорд Милнер писал: «23 марта, в мой день рождения, мне позвонил премьер-министр, который хотел, чтобы я отправился во Францию и лично доложил о положении дел там. Я уехал на следующий день. 26 марта в 8 утра я поехал на встречу во французский Дуллен, прибыв туда в 12:05 вечера. Сразу же я встретился с генералами Хейгом, Петеном, Фошем, Першингом, их штабными офицерами и премьер-министром Франции Жоржем Клемансо. Фронт широко разверзся, угрожая Парижу. В рядах руководства войсками царила неразбериха относительно того, что делать и кто главный. Я немедленно отвел генералов в сторону и, используя полномочия, возложенные на меня как на представителя премьер-министра, я назначил генерала Фоша заместителем, назначив его командующим союзниками на фронте, и приказал ему занять позицию». Эта позиция была занята в Амьене, городе с важнейшей железнодорожной станцией, которая, если бы была взята, могла бы разделить союзников пополам, сбросить британцев в море и оставить Париж и остальную Францию открытыми для завоевания. Когда Милнер вернулся в Лондон, Военный кабинет выразил ему официальную благодарность. 19 апреля он был назначен военным министром вместо 17-го графа Дерби, который был верным союзником фельдмаршала Хейга, и председательствовал в Совете армии до конца войны.
Капитану Лео Эмери, который в то время находился в Париже, было приказано встретить Милнера в порту Булонь и отвезти его в Париж. Он сделал это, и на следующее утро, 25 марта, он отвез лорда Милнера на встречу с премьер-министром Клемансо. Эмери остался ждать снаружи. Когда Милнер снова появился через 30 минут, он рассказал Эмери, что произошло. Клемансо настаивал на едином командовании, но предпочел генерала Петена. Милнер предпочел Фоша, он был тверд в этом, и Клемансо согласился. Затем он сказал Эмери: «Я надеюсь, что был прав. Вы с Генри всегда говорили мне, что Фош — единственный большой солдат». Генри был генералом Генри Уилсоном, недавно назначенным лордом Милнером начальником имперского генерального штаба, который, как и Милнер, находился во Франции для оценки военной ситуации. Хотя премьер-министр Клемансо пытался организовать встречу в тот день, чтобы окончательно все уладить, британские генералы были слишком далеко, и встреча была отложена до следующего утра в ратуше Дуллена.

Член британского военного кабинета Джордж Барнс отметил это о лорде Милнере:
«Лучшего выбора нельзя было бы сделать в качестве представителя Великобритании, когда пришло время обеспечить единоначалие во Франции. Он так и не получил признания из-за той роли, которую сыграл в сражении при Дуллене, когда генерал Фош был назначен главнокомандующим союзных войск. Было сказано, что к тому времени все были за то, чтобы этот шаг был предпринят, но даже если бы это было так — и это никоим образом не было ясно разъяснено Даунинг-стрит, — лорду Милнеру принадлежит заслуга в том, что он дал ему последний толчок. На совещании в Дуллене именно он убедил Хейга, а затем Клемансо и получил их согласие, одного за другим, тем самым подготовив почву для окончательного и единогласного принятия предложения».

— Барнс, 1924, стр. 177-178
Писатель Эдвард Крэнкшоу подводит итог:
«Пожалуй, самое плодотворное из всех его действий... в 1918 году, будучи членом Военного кабинета, он назначил Фоша верховным главнокомандующим, как бы между обедом и чаем».

— Кренкшоу, 1952, стр. 11
Назначение Фердинанда Фоша имело немедленные последствия. Прежде чем совещание в Дуллене закончилось, он приказал генералам союзников занять позицию и восстановить фронт. Паника в войсках закончилась. Приказы генерала Петена и фельдмаршала Хейга были аннулированы с назначением Фоша. Фронт медленно восстанавливался. К концу июля 1918 года ситуация настолько улучшилась, что генерал Фош отдал приказ о наступлении. Сначала немцев медленно оттесняли назад, пока темп наступления не был подхвачен союзниками. Эта часть войны стала известна как 100-дневное наступление. Все закончилось тем, что немцы запросили перемирия. Это произошло в 11:00 утра 11 ноября 1918 года. Наконец, война закончилась. Решение лорда Милнера лучше всего отражает надпись на фасаде ратуши Дуллене, которая гласит: «Это решение спасло Францию и свободу всего мира».

## Послевоенный период
В декабре 1918 года после всеобщих выборов, проведенных в конце Первой мировой войны, которые привели к сокрушительной победе коалиционного правительства Дэвида Ллойд Джорджа, лорд Милнер был назначен министром по делам колоний и в этом качестве принял участие в Парижской мирной конференции 1919 года, где от имени Соединенного Королевства он стал одним из подписантов Версальского мирного договора, включая «Соглашение Ортса-Милнера», разрешающее управление Королевству Бельгии землями Руанда–Урунди, и вознаградила бельгийско-африканскую армию («Общественные силы») за ее военные усилия, которые в значительной степени способствовали вытеснению немецких войск с будущей территории Танганьика в победоносных битвах за города Табора и Махенге.[52]

## Мирный договор
Из-за своих обязанностей в Министерстве по делам колоний Милнер во Францию в качестве делегата Парижского мирного плана. С февраля 1919 года до подписания договора он совершил пять поездок в Версаль, каждая из которых длилась в среднем от одной до двух недель. 10 мая 1919 года он впервые прилетел в Париж. Поездка заняла два с половиной часа, вдвое сократив время, затрачиваемое на поезд, лодку и автомобиль. Премьер-министр попросил лорда Милнера и Артура Бальфура как членов делегации Британской империи (более 500 представителей британских колоний и доминионов посетили Париж) заменять его всякий раз, когда он возвращается в Англию по политическим делам. В качестве министра по делам колоний Милнер был назначен главой мандатной комиссии «Большой четверки», которая должна была решать судьбу заморских колоний Германии.
1 июня 1919 года Мильнер присутствовал на важной встрече в парижской квартире Ллойда Джорджа, когда делегация Империи обсуждала встречные предложения Германии к мирному договору.
Феринихингский мирный договор, подписанный 31 мая 1902 года, положил конец Второй англо-бурской войне между Англией и коренными голландскими поселенцами Южной Африки. Дорогостоящий конфликт завершился полной капитуляцией бурского противника. Признавая это, лорд Милнер, верховный комиссар Южной Африки, хотел жестких условий. Однако его военный советник генерал Китченер думал иначе. Благожелательность восторжествовала, и был заключен прочный мир. Даже когда новая администрация в Англии вернула правительство обратно бурам, голландцы оставались твердыми союзниками Великобритании в Первой мировой войне; фактически, до тех пор, пока в 1965 году не была провозглашена полная независимость. Цитируя Ллойда Джорджа, «В Париже Милнер присоединился к своим бывшим противникам в сопротивлении тому духу безжалостности, который унизил бы побежденного врага и поверг их в прах, в который они были повержены...».
На встрече в Париже присутствовали Луис Бота и Ян Смэтс, бывшие лидеры буров во время той войны, а ныне лидеры Доминиона. В годовщину подписания мирного договора в Южной Африке премьер-министр Южной Африки Бота положил руку на плечо лорда Милнера и сказал: «Семнадцать лет назад мы с моим другом заключили мир в Феринихинге...Нам было трудно принять этот мир, но, как я знаю теперь, когда время показало нам правду, он не был несправедливым — это был великодушный мир, который британский народ заключил с нами, и именно поэтому мы сегодня стоим с ними бок о бок в деле, которое имеет собрал нас всех вместе».
В последнюю минуту пытаясь улучшить условия, навязанные Германии, Ллойд Джордж вернулся к премьер-министру Клемансо и президенту Вильсону, чтобы попросить о пересмотре. Он сказал им, что без существенных изменений, направленных на приведение договора в соответствие с 14 пунктами, Англия не будет участвовать в оккупации Германии, и ее военно-морской флот не возобновит блокаду Германии, если она не подпишет договор. Однако президент Вильсон устал от всей тяжелой работы, которую он вложил в первоначальный проект (все решения и работа принимались «Большой четверкой»), а премьер-министр Клемансо отказался сдвинуться с места по пункту о вине в войне и огромных финансовых репарациях, которые в 2020 году составили почти триллион долларов (и не входили в 14 пунктов). В конце концов были сделаны незначительные территориальные уступки, наиболее важной из которых было сокращение оккупации Рейнской области союзниками с 20 до 15 лет.

## Подписание договора
16 июня союзники предъявили ультиматум Германии и назначили дату подписания договора на 28-е число. Это привело к краху консервативного правительства в Германии 21-го числа и подъему либерального. Затем два делегата были срочно отправлены в Версаль, прибыв 27-го. Когда 28-го в 3 часа дня началась церемония подписания мирного договора и немецкие делегаты вошли в Зеркальную галерею, Ллойд Джордж не был уверен, подпишут они его или нет, поэтому он заставил их подписать документ первыми, в 3:12 вечера. Вся церемония заняла час, и в общей сложности 65 полномочных представителей подписали договор. Лорд Милнер, со своей стороны, провел утро на заседании своего мандатного комитета (вопрос о колониальных владениях был решен после подписания договора), а после обеда отправился на автомобиле в Зеркальную галерею. Он прибыл чуть позже 2 часов дня и подписал договор пораньше. Британцы были третьей группой делегатов, подписавших после немцев и американцев, а лорд Милнер был 8-м подписавшим Версальский мирный договор. Он вспоминал об этом событии так: «Хотя событие было таким торжественным и собралась большая толпа, я подумал, что все это на редкость не впечатлило». Маршал Фош прокомментировал: «Это не мир. Это перемирие на двадцать лет».

Размышляя об устойчивом мире, британский журналист Джон Ивелин Ренч написал:
«Если человечество и должно быть спасено от кошмара очередного Армагеддона, то только путем создания нового мирового порядка. Эти миллион с лишним слов Мирного договора, со всеми его печатями и подписями, ничего не будут значить, если в сердцах не произойдет перемен не только в Германии, но и во всех нациях. Лига Наций, которой мы придаем такое большое значение, будет сведена к бессилию, если ее не поддержат моральные силы просвещенного общественного мнения...»

— Ивлин Ренч, 1958, стр. 360
В мае 1919 года, вскоре после того, как немцы ответили на предложения мирного договора, делегат американского мирного плана доктор Джеймс Шотвелл отметил в своем дневнике:
31 мая 1919 года: «День был потрачен в основном на переговоры с Германией; тяжелый рабочий день был посвящен составлению ответа. Я заставил комитет по репарациям снова рассмотреть вопрос об открытии австрийских архивов и потратил часть оставшегося дня на текст ответа немцам, который должен быть обсужден с (Джорджем) Барнсом за ужином этим вечером».
1 июня 1919 года: «Здесь все пришло в очень плохое состояние. Это ни для кого не секрет... часть британского кабинета взялась за оружие». «Прошлой ночью мне было сделано замечание, что точно так же, как именно лорд Милнер пришел в критический момент войны и навязал Единое командование, возможно, именно Милнер снова спасет ситуацию. В любом случае, что бы из этого ни вышло, это заседание британского кабинета имеет огромное историческое значение. Как именно будет развиваться конференция сейчас, сказать трудно. Вполне возможно, что у нас будет совершенно новая мирная конференция».

— Шотвелл, 1937, стр. 347
Благодаря тесным личным отношениям лорда Милнера с Жоржем Клемансо, возможно, они вдвоем смогли бы убедить президента Вильсона приблизить мирный договор к 14 пунктам, указанными самим президентом. Конечно, в Англии были те, кто считал, что премьер-министру следовало остаться дома и делегировать подробную задачу по установлению мира подчиненным. Из союзников французы были главным препятствием на пути к более справедливому миру, поэтому такие люди, как лорд Милнер, стоявший во главе, могли бы стать катализатором постоянного мира, который позволил бы избежать начала, всего три месяца спустя, прихода Адольфа Гитлера к власти.

## Последние годы
До конца своей жизни лорд Милнер называл себя «патриотом британской расы» с грандиозными мечтами о глобальном имперском парламенте со штаб-квартирой в Лондоне, в котором будут заседать делегаты британского происхождения из Канады, Австралии, Новой Зеландии и Южной Африки.
Он вышел в отставку в феврале 1921 года и стал рыцарем Ордена Подвязки 16 февраля 1921 года.[61]
26 февраля 1921 года он женился на леди Вайолет Сесил, вдове лорда Эдварда Сесила, и продолжал активно участвовать в работе Фонда Родса, став, по просьбе премьер-министра Стэнли Болдуина, председателем комитета по изучению нового имперского льготного тарифа. Однако его работа оказалась безуспешной, когда после выборов Рамсей Макдональд занял пост премьер-министра в январе 1924 года.

## Смерть
Через семь недель после своего 71-го дня рождения Милнер умер в Грейт-Вигселле графства Восточный Суссекс, от африканского трипаносомоза (сонная болезнь) вскоре после возвращения из Южной Африки. Его виконтство, не имевшее наследников, умерло вместе с ним. Его тело было похоронено на кладбище церкви Святой Марии Богородицы в Сейлхерсте в графстве Восточный Суссекс. В Вестминстерском аббатстве есть мемориальная доска, посвященная ему, которая была открыта 26 марта 1930 года.
Он сыграл важную роль в провозглашении Дня Империи национальным праздником 24 мая 1916 года. В октябре 1919 года Лео Эмери предложил лорду Милнеру, чтобы в каждую годовщину перемирия звучала двухминутная минута молчания.

## Портреты и память
Лорд Милнер сидит третьим справа на знаменитой картине Уильяма Орпена «Зеркальная галерея».
Город Милнертон в Южной Африке назван в его честь.
Он был прославлен вместе с другими членами британского военного кабинета на картине маслом «Государственные деятели Первой мировой войны», выставленной сегодня в Лондонской национальной галереи.

## Награды
1894: Кавалер Ордена Бани.
1895: Рыцарь–командор Ордена Бани.
1897: Рыцарь Большого креста Ордена Святых Михаила и Святого Георгия.
01.01.1901: Рыцарь Большого креста Ордена Бани.
16.02.1921: Кавалер Ордена Подвязки.